# Warwick Rimmer
Warwick Rimmer (Birkenhead, 1º marzo 1941) è un allenatore di calcio ed ex calciatore inglese, di ruolo difensore.

## Carriera

### Giocatore
Dopo aver giocato per quattro anni nel settore giovanile del Bolton fa il suo esordio nella prima squadra dei Trotters (e di riflesso anche nei professionisti) nella stagione 1960-1961, all'età di 19 anni: resta con il club per un totale di 14 stagioni, divise fra le prime tre divisioni inglesi. In particolare tra il 1960 ed il 1964 gioca in prima divisione, dal 1964 al 1971 in seconda divisione, dal 1971 al 1973 in terza divisione ed infine nuovamente in seconda divisione nella stagione 1973-1974, la sua ultima nel club. Nell'arco delle sue quattordici stagioni di permanenza totalizza complessivamente 469 presenze e 17 reti in partite di campionato.
Nelle'state del 1974 passa al Crewe Alexandra, club di quarta divisione, con cui gioca per un quinquennio in questa categoria disputandovi ulteriori 128 partite di campionato, grazie alle quali arriva ad un bilancio complessivo in carriera di 597 presenze e 17 reti nei campionati della Football League.

### Allenatore
Durante la stagione 1978-1979, la sua ultima da giocatore, è anche allenatore del Crewe; a fine anno lascia l'incarico e ricopre per un periodo il ruolo di commissario tecnico della nazionale della Sierra Leone.
Tra il 1987 ed il 2008 ha lavorato nelle giovanili del Tranmere, sia come responsabile del settore giovanile che come allenatore di varie formazioni giovanili: i giocatori cresciuti nelle giovanili del club durante i suoi anni di permanenza, una volta rivenduti a club più blasonati dopo aver giocato in prima squadra, fruttarono una cifra complessiva di circa 14 milioni di sterline.

## Palmarès

### Giocatore

#### Competizioni nazionali
- Third Division: 1

Bolton: 1972-1973